# Ikuma Horishima
Ikuma Horishima (jap. 堀島 行真, Horishima Ikuma; * 11. Dezember 1997 in Ikeda) ist ein japanischer Freestyle-Skier. Er startet in den Buckelpisten-Disziplinen Moguls und Dual Moguls. Seine Schwester ist die Freestyle-Skierin Arisa Horishima.

## Werdegang
Horishima debütierte im Februar 2013 in Inawashiro im Freestyle-Skiing-Weltcup. Dabei startete er im Moguls- und im Dual-Moguls-Wettbewerb, die er aber nicht beendete. Bei den Juniorenweltmeisterschaften 2014 in Chiesa in Valmalenco belegte er den 13. Platz im Moguls und den siebten Rang im Dual Moguls. In der Saison 2015/16 erreichte er den 20. Platz im Moguls-Weltcup. Dabei kam er zum Saisonbeginn in Ruka mit dem dritten Platz im Dual Moguls erstmals aufs Podest. In der folgenden Saison 2016/17 errang er bei sieben Teilnahmen im Weltcup drei Top-10-Platzierungen und belegte damit den 19. Platz in der Moguls-Disziplinenwertung. Ende Februar 2017 holte er bei den Winter-Asienspielen 2017 in Sapporo im Moguls und im Dual Moguls jeweils die Goldmedaille. Beim Saisonhöhepunkt, den Weltmeisterschaften 2017 in der Sierra Nevada, wurde er überraschend Weltmeister in beiden Disziplinen.
In der Saison 2017/18 gelang Horishima beim Moguls-Wettbewerb von Mont-Tremblant der erste Weltcupsieg. Es folgten zwei weitere Siege in Tazawako und zum Saisonende den dritten Platz im Moguls-Weltcup. Bei den Olympischen Winterspielen 2018 in Pyeongchang errang er den 11. Platz. Im März 2018 wurde er in Sapporo jeweils japanischer Meister im Moguls und Dual Moguls. Nach Platz sechs in Ruka zu Beginn der Saison 2018/19, kam er in Thaiwoo, Mont Tremblant und in
Tazawako jeweils auf den zweiten Platz. Zum Saisonende holte er in Shymbulak seinen vierten Weltcupsieg und belegte damit den fünften Platz im Gesamtweltcup und den zweiten Rang im Moguls-Weltcup. Beim Saisonhöhepunkt, den Weltmeisterschaften 2019 in Park City, errang er den achten Platz im Dual Moguls und den vierten Platz im Moguls. Im März 2019 wurde er in Inawashiro erneut japanischer Meister im Dual Moguls und gewann bei der Winter-Universiade in Krasnojarsk Bronze im Moguls und Gold im Dual Moguls. Auch in der folgenden Saison belegte er den fünften Platz im Gesamtweltcup und den zweiten Rang im Moguls-Weltcup. Dabei holte er drei Siege, zwei zweite Plätze und einen dritten Platz. Im Februar 2020 siegte er in Inawashiro bei den japanischen Meisterschaften im Moguls und Dual Moguls.

## Erfolge

### Olympische Spiele
- Pyeongchang 2018: 10. Moguls

### Weltmeisterschaften
- Sierra Nevada 2017: 1. Moguls, 1. Dual Moguls
- Park City 2019: 4. Moguls, 8. Dual Moguls

### Weltcupwertungen
| Saison  | Gesamt | Gesamt | Moguls | Moguls |
| Saison  | Platz  | Punkte | Platz  | Punkte |
| ------- | ------ | ------ | ------ | ------ |
| 2013/14 | 205.   | 3      | 42.    | 32     |
| 2014/15 | 199.   | 1      | 44.    | 12     |
| 2015/16 | 105.   | 11,75  | 20.    | 94     |
| 2016/17 | 100.   | 13,45  | 19.    | 148    |
| 2017/18 | 12.    | 44,10  | 3.     | 441    |
| 2018/19 | 5.     | 57,44  | 2.     | 517    |
| 2019/20 | 5.     | 63,90  | 2.     | 639    |

### Weltcup
Horishima errang im Weltcup bisher 15 Podestplätze, davon 8 Siege:
| Datum             | Ort            | Land       | Disziplin   |
| ----------------- | -------------- | ---------- | ----------- |
| 20. Januar 2018   | Mont-Tremblant | Kanada     | Moguls      |
| 3. März 2018      | Tazawako       | Japan      | Moguls      |
| 4. März 2018      | Tazawako       | Japan      | Dual Moguls |
| 2. März 2019      | Almaty         | Kasachstan | Moguls      |
| 14. Dezember 2019 | Thaiwoo        | China      | Moguls      |
| 6. Februar 2020   | Deer Valley    | USA        | Moguls      |
| 1. März 2020      | Almaty         | Kasachstan | Dual Moguls |
| 5. Dezember 2020  | Ruka           | Finnland   | Moguls      |

### Juniorenweltmeisterschaften
- Chiesa in Valmalenco 2014: 7. Dual Moguls, 13. Moguls

### Weitere Erfolge
- Winter-Asienspiele 2017: 1. Moguls, 1. Dual Moguls
- Winter-Universiade 2019: 1. Dual Moguls, 3. Moguls
- 4 Podestplätze, davon 2 Siege im Australian New Zealand Cup